# Potlach (serie animata)
Potlach è una serie televisiva animata francese suddivisa in 26 episodi da 22 minuti, creata da Stéphane Bernasconi, Yves Coulon e Augusto Jones e trasmessa su Rai 3 all'interno del contenitore È domenica papà.

## Trama
Nel cuore della campagna, in mezzo a boschi e campi, si trova Potlach, una fattoria senza contadino, abitata e gestita esclusivamente da animali. Ci sono infatti solo mucche, maiali, conigli, pecore, un gallo, una gallina, un'anatra, un giovane toro, un cane e un lama. Questi animali dall'aspetto antropomorfico, dotati di ragione e parola, a volte bipedi, a volte quadrupedi, conducono una vita quasi umana in questo piccolo, variopinto villaggio fatto di fienili, case, iurte e roulotte.
Questi personaggi, con caratteri molto vari e generalmente ben consolidati, vivono molte avventure della vita quotidiana oltre a innumerevoli avventure amorose, a volte anche tra specie diverse. Devono anche affrontare in quasi tutti gli episodi eventi tanto surreali quanto incredibili, comprese apparizioni divine, magia spirituale o persino incontri extraterrestri, mentre a volte si prendono il tempo di sedersi su una poltrona per chiacchierare. Un po' a filosofare con il pubblico .

## Personaggi
- Kotlette: scrofa seguace di spiritualismo, meditazione e tarocchi, sposata con Gaby.

- Gaby: un maiale laborioso, scontroso e materialista, sposato con Kotlette.

- Nina: una scrofa inquieta e precoce, figlia di Gaby e Kotlette.

- Alan: un gallo vanaglorioso, esibizionista e narcisista, sposato con Albumina.

- Albumina: una gallina suscettibile, con istinti materni insoddisfatti, sposata con Alan.

- Cassandra: una mucca con i piedi per terra, schizzinosa e irritabile, madre di Esmeraldo, sorella di Heïdi e Betty.

- Betty: una mucca civettuola, attraente e affascinante, sorella di Cassandra e Heidi.

- Heïdi: una mucca sognante, romantica e utopica, sorella di Cassandra e Betty.

- Esméraldo: un giovane toro ribelle, figlio di Cassandra.

- Monsieur Tanguy: un venerabile coniglio in pensione, accomodante e sempre seducente, nonno di Doum-Doum.

- Doum-Doum: un giovane coniglietto asmatico, curioso e giocherellone, grande amico di Nina, nipote di Monsieur Tanguy.

- Pincho: una capra peruviano rilassato e disinvolto.

- Evgueni: uno zaino in spalla e un'anatra avventuriera.

- Woof: un cane imbarazzato, discreto e timido.

- Le Pecore: una banda di dieci pecore inseparabili e anonime, ciascuna designata da un numero.